# Mario Scaccia
Mario Scaccia (* 26. Dezember 1919 in Rom; † 26. Januar 2011 in Rom) war ein italienischer Schauspieler.

## Leben
Mario Scaccia war der Sohn eines Malers. Während des Zweiten Weltkrieges wurde er von der Armee eingezogen. Auf Sizilien wurde er von den Amerikanern gefangen genommen und verbrachte drei Jahre in Marokko. Ab 1946 studierte er Schauspiel an der Accademia nazionale d’arte drammatica. Anschließend spielte er Theater und spielte ab Anfang der 1950er Jahre beim italienischen Film.
Am 26. Januar 2011 verstarb Scaccia im Alter von 91 Jahren an den Komplikationen einer Operation.

## Filmografie (Auswahl)
- 1954: Schade, daß du eine Kanaille bist (Peccato che sia una canaglia)
- 1955: Wie herrlich, eine Frau zu sein (La fortuna di essere donna)
- 1960: Der Meistergauner (Il mattatore)
- 1960: Der Schutzmann (Il vigile)
- 1960: Kampf um Rom (La vendetta dei barbari)
- 1960: Luxusweibchen (Femmine di lusso)
- 1960: Robin Hood und die Piraten (Robin Hood e i pirati)
- 1960: Ursus – Rächer der Sklaven (Ursus)
- 1961: Blumen für die Angeklagte (A porte chiuse)
- 1961: Tag für Tag Verzweiflung (Giorno per giorno disperatamente)
- 1962: Die drei Musketiere der Meere (I moschettieri del mare)
- 1962: Die sieben Schwerter der Rache (Le sette spade del vendicatore)
- 1964: Liebe, Sex und Ärgernisse (Oltraggio al pudore)
- 1964: Verrückter Sommer (Frenesia dell’estate)
- 1966: Eine Jungfrau für den Prinzen (Una vergine per il principe)
- 1967: Zwei Särge auf Bestellung (A ciascuno il suo)
- 1969: Kindheit, Berufung und erste Erlebnisse des Venezianers Giacomo Casanova (Infanzia, vocazione e prime esperienze di Giacomo Casanova, veneziano)
- 1972: Pinocchio (Le avventure di Pinocchio) (Fernseh-Miniserie)
- 1974: Der Antichrist (L'anticristo)
- 1975: Die Sexmaschine (Conviene far bene l'amore)
- 1976: Hector, der Ritter ohne Furcht und Tadel (Il soldato di ventzra)
- 1977: Vom Blitz getroffen (Doppio delitto)
- 1980: Geliebte Sena (Eutanasia di un amore)
- 1987: Die wundersamen Erlebnisse des Pontius Pilatus (Secondo Ponzio Pilato)
- 1992: Zwischen Nacht und Traum (In camera mia)
- 1999: Ich will im Bett unten liegen (Voglio stare sotto al letto)